# 国境パズル
国境パズル（こっきょうぱずる、英: The border puzzle）とは、国境の存在が貿易に与える効果をデータを用いて推定すると、我々の直感よりも非常に大きな負の効果が得られるというパズルのこと。ジョン・マッカランに1995年の論文で初めて提唱された。ボーダー・パズル、貿易の自国市場バイアス・パズルなど複数の呼び方がある。また、国境の存在が国際貿易に与える影響のことを国境効果（英：The border effect）と呼ぶ。

## 概要
ジョン・マッカランは、アメリカの州・カナダの州の間の双方向貿易データを用いて重力モデルを推定し、州間距離と各州の経済規模を制御しても、カナダの州間の国内貿易額がアメリカ・カナダの州間の国際貿易額よりも20倍ほど大きいという事実を発見する。マッカランは、1990年に出版された大前研一の『ボーダーレス・ワールド』の「国境は効果的に消え去った (borders have "effectively disappeared")」という言葉を引用し、巷ではグローバル化によって国境がないかのように思われているが、データを見てみると我々が思う以上に国境が財取引に与える影響が大きいのはなぜかという問いを投げかけている。
財の国際取引において、国内取引とは異なる様々な費用が存在することが国境効果をもたらしていると考えられる。しかし、アメリカの州内取引・州間取引のデータを用いた重力モデルの推定においても、州内の取引額が州間の取引の4倍近い多いと推定されており、国境効果ならぬ州境効果が観察されている。
ジェームズ・アンダーソンとエリック・ヴァンウィンクープは、カナダの経済規模がアメリカよりも小さいこと、マッカランの推定では遠隔度（the remotenessあるいはthe multilateral resistance）が省略されており省略変数バイアスを引き起こしていることなどが国境パズルの発生と関連していると指摘している。

## 国際経済学における位置づけ
モーリス・オブストフェルドとケネス・ロゴフは国際経済学における6つのパズルの1つとしてこの国境パズルを挙げている。
財の国際取引だけでなく、旅客輸送においても国境効果があることが示されている。